# Alan Rubin
Alan Rubin, född 11 februari 1943 i New York i New York, död 8 juni 2011 i samma stad, var en amerikansk musiker även känd under namnet "Mr. Fabulous". Han spelade trumpet, flygelhorn och piccolatrumpet.
Rubin tog sin examen vid Juilliard School of Music. Han var medlem i Saturday Night Live Band, som han spelade tillsammans med på öppningsceremonin av 1996 års olympiska spel. Som medlem i The Blues Brothers porträtterade han "Mr. Fabulous" i filmen Blues Brothers 2000 och ingick i det turnerande bandet.
Rubin har spelat med en rad olika artister som Frank Sinatra, Frank Zappa, Duke Ellington, Blood, Sweat and Tears, Eumir Deodato, Sting, Aerosmith, The Rolling Stones, Paul Simon, James Taylor, Frankie Valli, Eric Clapton, Billy Joel, B. B. King, Miles Davis, Yoko Ono, Peggy Lee, Aretha Franklin, James Brown och Dr. John. Rubin avled i lungcancer den 8 juni 2011.